# 利普西 (伊利諾伊州)
利普西（英語：Lipsey）是位於美國伊利諾伊州科爾斯縣的一個非建制地區。該地的面積和人口皆未知。

## 地理
利普西的座標為39°29′29″N 88°25′04″W / 39.49139°N 88.41778°W，而該地的平均海拔高度為218米（即715英尺）。